# Stanisław Gierszewski
Stanisław Gierszewski (ur. 28 sierpnia 1929 w Czarnowie, zm. 27 maja 1993 w Gdyni) – polski historyk, profesor Uniwersytetu Gdańskiego, znawca dziejów Polski i Pomorza Nadwiślańskiego.

## Życiorys
Urodził się w Czarnowie koło Chojnic jako syn Józefa Gierszewskiego i Anny Gierszewskiej z domu Wnuk–Lipińskiej, jako drugi z czworga rodzeństwa. Już po skończeniu szkoły podstawowej przeniósł się w 1945 do Trójmiasta, w Sopocie kończąc Gimnazjum im. Bolesława Chrobrego, a następnie gdańską Wyższą Szkołę Pedagogiczną (1951). Rok później uzyskał magisterium na Uniwersytecie Mikołaja Kopernika w Toruniu, na którym w 1960 otrzymał stopień doktora nauk humanistycznych na podstawie rozprawy pt. Elbląski przemysł okrętowy w latach 1570–1815. W 1965 habilitował się na Uniwersytecie Adama Mickiewicza w Poznaniu na podstawie dorobku naukowego oraz pracy pt. Struktura gospodarcza i funkcje rynkowe mniejszych miast woj. pomorskiego w XVI i XVII w. W 1973 uzyskał tytuł profesora nadzwyczajnego, a w 1980 – profesora zwyczajnego.
Gierszewski swoją działalność zawodową rozpoczął w 1950 w gdańskim oddziale Archiwum Państwowego, następnie (1955–1956) pracował jako kierownik Zakładu Historii Pomorza Instytutu Historii Polskiej Akademii Nauk w Gdańsku. Od 1966 wiąże się z Wyższą Szkołą Pedagogiczną w Gdańsku, później przekształconą w Uniwersytet Gdański. Przez wiele lat był tam dyrektorem Instytutu Historii, a później (1967–1970) prodziekanem i (1978–1981) dziekanem Wydziału Humanistycznego.
Udzielał się w licznych organizacjach regionalnych: Gdańskim Towarzystwie Naukowym, Toruńskim Towarzystwie Naukowym, Polskim Towarzystwie Historycznym, a także w Zrzeszeniu Kaszubsko-Pomorskim. Zasiadał w Komitecie Nauk Historycznych i Komitecie Nauk Demograficznych Polskiej Akademii Nauk, zajmował się redakcją wielu periodyków, m.in. Kwartalnika Historycznego, Roczników: Gdańskiego, Gdyńskiego i Elbląskiego, pism: Przeszłość Demograficzna Polski, Pomorscy patroni ulic Trójmiasta oraz Historii Słupska. Większość prac jest tematycznie związanych z terenami Pomorza Nadwiślańskiego: w 1970 r. wydał pionierską monografię miasta pt. Elbląg – przeszłość i teraźniejszość, pracował też nad serią popularnonaukową Biblioteki Elbląskiej, redagował m.in. tomy 1–8 Pomorza Gdańskiego, uczestniczył przy tworzeniu prac: Chojnice – dzieje miasta i powiatu, Dzieje ziemi bytowskiej oraz pierwszego tomu Słownika biograficznego Pomorza Nadwiślańskiego. Łącznie był autorem lub współautorem około 190 publikacji. Główny temat jego dociekań stanowiły problemy historii gospodarki morskiej Polski feudalnej oraz dzieje ludności polskiej na Pomorzu, szczególnie w okresie zaboru pruskiego. W połowie lat sześćdziesiątych XX wieku wyłonił się trzeci nurt badań – skoncentrowany wokół dziejów miast i mieszczaństwa epoki feudalnej.

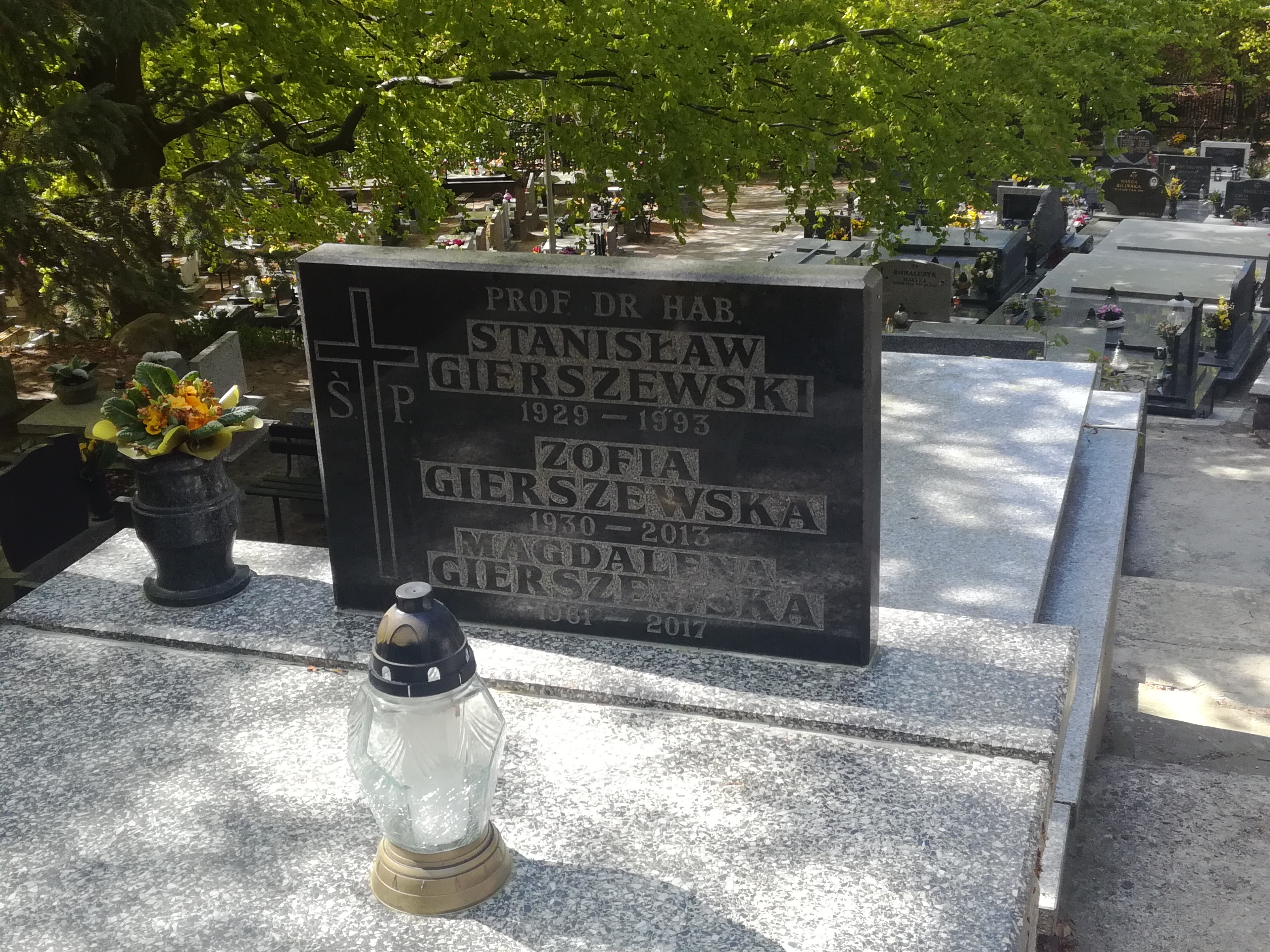
Grób profesora Stanisława Gierszewskiego na cmentarzu Witomińskim

Został pochowany na cmentarzu Witomińskim (kwatera 27-65-1).